# Me muero por ti
Me muero por ti (lit. Eu estou morrendo por você) é uma telenovela estadunidense produzida pela Rubicon Entertainment e exibida pela Telemundo, de 1999 a 2000, em 92 capítulos. Escrita por J. F. Cascalese, e com direção de Pepe Sánchez, Juan Carlos Wessolosky e David Cano.
Conta com Christian Meier, Bárbara Mori, Alejandra Borrero, Isabella Santodomingo, Mara Croatto, Jorge Martínez, Zully Montero e Raúl Xiques nos papéis principais.

## Enredo
Quatro meninas foram criadas como irmãs, embora, quando a mais nova tinha sete anos, elas tenham sido forçadas a se separar. Petra, sua mãe adotiva, promete-lhes que mesmo que suas vidas possam levá-las a caminhos diferentes, serão sempre irmãs. Petra oferece um colar para Santa, uma pulseira para Clara, um anel para Kathy e alguns brincos para Julia, todos do mesmo conjunto de jóias que ela recebeu para criar as meninas. No entanto, apenas uma das meninas é filha de Margot Hidalgo e Felipe Rodríguez, mas elas não sabem quem é a filha porque todas elas têm uma jóia da família.
Margot tenta descobrir quem é sua verdadeira filha, um segredo que Petra não revela para proteger as outras três garotas. Com este mistério ainda por resolver, Margot fará todo o possível para evitar que o Santa se envolva com Alfonso, por quem a garota está apaixonada e possivelmente é sua irmã.

## Elenco
| Ator/Atriz             | Personagem           |
| ---------------------- | -------------------- |
| Christian Meier        | Alfonso Hidalgo      |
| Bárbara Mori           | Santa                |
| Alejandra Borrero      | Julia                |
| Isabella Santodomingo  | Kathy                |
| Mara Croatto           | Helena               |
| Jorge Martínez         | Don Felipe Rodríguez |
| Zully Montero          | Margot Hidalgo       |
| Raúl Xiques            | Lorenzo              |
| Marisol Calero         | Jasmina              |
| Luis Mesa              | Luciano              |
| Maricella González     | Fefa                 |
| Carlos Mantilla        | Óscar                |
| Laura Termini          | Laura                |
| Jonny Nessi            | Mark                 |
| Liz Colenadro          | Tina                 |
| Jetzabel Montero       | Carmen               |
| Vicente Pasarielo      | Darío                |
| Gloria Kennedy         | Sara                 |
| Eduardo Ibarrola       | —                    |
| Irán Daniels           | Margarita            |
| Alexandra Rozo Navarro | Alexandra            |
| José Capote            | Carlos               |
| Griselda Noguera       | Petra                |
| Sergio Meyer           | Rafael               |
| María Corina Marrero   | Clara                |
| Milonga                | Perrita              |
| Vicente Telemaco       | Vicente              |